# Kalasaari (ö i Hankasalmi, Kuuhankavesi)
Kalasaari är en ö i Finland. Den ligger i sjön Kuuhankavesi och i kommunen Hankasalmi i den ekonomiska regionen  Jyväskylä  och landskapet Mellersta Finland, i den centrala delen av landet, 250 km norr om huvudstaden Helsingfors. Öns area är 3,5 hektar och dess största längd är 430 meter i nord-sydlig riktning.